# 杜罗河畔图德拉
杜罗河畔图德拉是西班牙卡斯蒂利亚-莱昂巴利亚多利德省的一个市镇。总面积61平方公里，总人口6779人（2001年），人口密度111人/平方公里。